# أوليفر أوستين
أوليفر أوستين (بالإنجليزية: L. Austin Jr Oliver)‏ طالب طيور وحامل لأول شهادة دكتوراة فلسفية في علم الطيور وقد منحت له من جامعة هارفارد، وله نجاح متميز كعالم طيور وعالم حيوانات ومحرر وكاتب وأستاذ تراوح عمله الشامل من لابرادور إلى القارة القطبية الجنوبية ومن رأس كود في ولاية ماساتشوستس إلى كوريا ومن المرجح أنه قد جمع طيورا أكثر من أي رجل آخر في العالم، والدكتور اوستن كاتي لعدد من المنشورات البارزة وعلى رأسها طيور العالم الجديد لابلادور، طيور كوريا، طيور اليابان، عائلات الطيور، ثلاثة مجلدات عن تاريخ حياة طيور أمريكا الشمالية، وأكثر من 80 مقالة وتنقيحات متعددة في المجلات الدورية العلمية.